# Les Peces
Les Peces és un llogaret de 717 habitants situat al nord-est del terme municipal d'Albinyana, al Baix Penedès. Es troba a la falda de la plana Gener, a mà esquerra de la C-51. Aquesta entitat de població havia tingut alcaldia anys abans de la dictadura. Dins el poble destaquen les cases de Cal Gener, de façana esgrafiada, construïda entre els segles xv i xvi, i reconstruïda el XVIII i Cal Miró també dels segles XV-XVI. L'església del poble està dedicada al Sagrat Cor i data del 1880. Durant els últims anys el poblet ha crescut notablement degut a la construcció de segones residències al voltant del nucli primogeni. La festa major del poble se celebra el cap de setmana més proper a Sant Bartomeu, a finals de juliol o principis d'agost.